# Srđan Radonjić
Srdjan Radonjic er en montegrinsk fodboldspiller, som tidligere har været på kontrakt i OB. Han kom til OB fra Partizan Beograd, og spillede i nummer 24. Han spillede angriber, og var topscorer i den serbiske liga da han spillede for Beograd. I sæsonen 2007/2008 var han udlejet til Viborg FF. Desuden har han spillet landskampe for Montenegro.